# Sociedad de la justicia y la concordia
La Sociedad de la justicia y la concordia o bóxers, también conocidos por varios otros nombres en chino, era una sociedad secreta china conocida por haber desencadenado la rebelión de los bóxers desde 1899 hasta 1901. Se convirtió en un movimiento masivo, contando entre 50.000 y 100.000 miembros. Aunque el grupo originalmente apoyó la caída del liderazgo Qing de China por estar "occidentalizada", más tarde apoyaría a la emperatriz viuda gobernante para tratar de eliminar a los grupos a los que se oponían los bóxers, incluidos cristianos, europeos, caucásicos, japoneses y chinos "occidentales" y otros que estaban determinados a ser perjudiciales para sus esfuerzos, en ciertos puntos, incluidas otras sociedades secretas. El grupo fue casi destruido al final de la rebelión de los bóxers, con la mayor parte de su liderazgo y estructura eliminados, aunque algunos de sus antiguos miembros continuaron sus acciones en varios otros grupos en toda China.

## Nombre

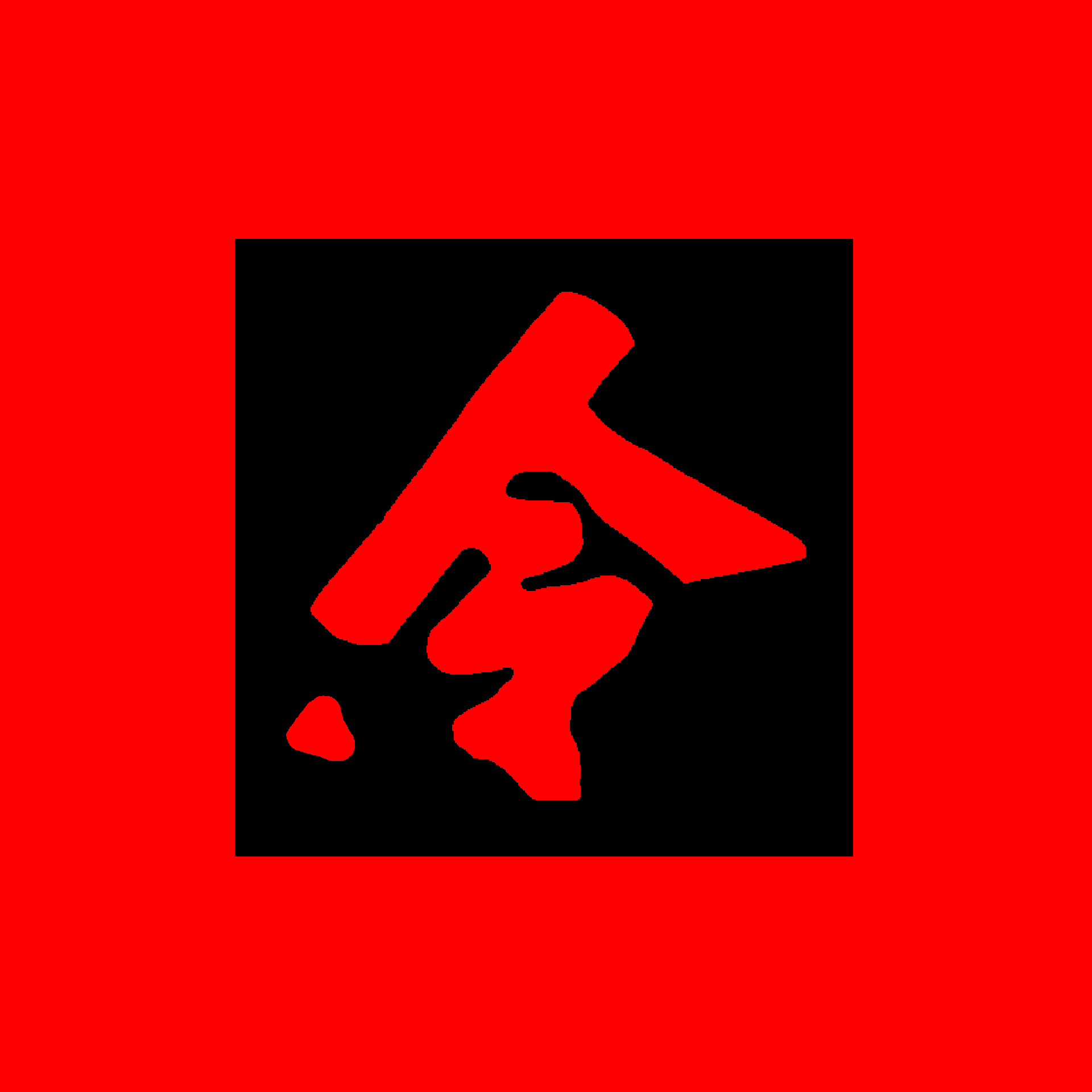
Bandera boxer, inspirada en el Ejército de la Bandera Negra.

En el mundo de habla inglesa, la sociedad se conoce principalmente como los bóxers, debido a la práctica de artes marciales chinas de sus miembros, en ese momento llamada "boxeo chino". Aunque el grupo había existido desde mediados de la década de 1880 en China, se informó por primera vez oficialmente como el Grupo Nacional de Justicia (chino: 義民会; pinyin: Yìmínhuì; Wade-Giles: I-Min Hui) en un informe Qing de 1899 con la intención de resolver disturbios en las provincias de Shandong y Zhili. Más tarde, esto se aclaró en un informe de seguimiento que fue un error, y que el nombre real es, de hecho, la Liga de la Armonía y la Justicia (chino: 義和團; pinyin: Yìhétuán; Wade-Giles: I-Ho T'uan) . Durante 1898, el grupo era conocido como Puños de flor de ciruelo (chino: 梅花拳; pinyin: Méihuāquán; Wade-Giles: Mei-Hua Ch'üan), aunque este nombre no se usaría en 1899 y después. En publicaciones inglesas más recientes, el nombre del grupo de 1899, Puños de la armonía y la justicia (chino: 義和拳; pinyin: Yìhéquán; Wade-Giles: I-Ho Ch'üan) o la Sociedad de los Puños Armoniosos y Justos tiende a ser usado sobre el nombre basado en yìhétuán. El grupo también se conoce a veces en inglés por cualquiera de sus nombres chinos, con publicaciones más recientes que tienden a usar Pinyin, y publicaciones más antiguas que usan Wade-Giles u otros sistemas.

## Orígenes
Durante el gobierno de la dinastía Qing dentro de China, a menudo hubo una influencia y fuerza significativas de las sociedades secretas no estatales, como la Sociedad de las Grandes Espadas o el Loto Blanco. Estos grupos a menudo se aprovecharon, a través de miembros armados, de la falta de orden imperial en muchas áreas de China, junto con la corrupción desenfrenada que permitió a las sociedades funcionar incluso en áreas bien controladas.
El boxeo Yi-he, como fue practicado más tarde por los "Puños de la armonía y la justicia", fue anterior al movimiento. En 1779, el gobierno de Qing ya investigó los rumores según los cuales un hombre llamado Yang practicaba este estilo de artes marciales en el condado de Guan, Shandong, aunque las autoridades estatales no pudieron confirmarlo en ese momento.
Aunque el movimiento boxer se originaría en la intención de Shandong y Hebei de disminuir la influencia gubernamental en toda China mediante la violencia, el grupo incluiría rápidamente su directiva para tratar de eliminar también toda influencia extranjera, que en ese momento se consideraba que ya había penetrado en el imperial gobierno. El grupo en este momento estaba profundamente asociado con otras sociedades secretas en sus esfuerzos por eliminar a los cristianos, como se puede ver en el 4 de julio de 1896 con ataques contra misioneros alemanes en las regiones de Shandong occidental que luego fueron controlados por los boxeadores.
El movimiento boxer comenzó por primera vez en estas áreas a mediados de la década de 1880 como varios grupos con objetivos similares, liderados por influencias locales como Zhang Decheng en Hebei y Zhu Hongdeng en Shandong, ambos liderando grupos pequeños pero devotos directamente bajo su control personal. Estos pequeños grupos sirvieron como ejecutores locales de los esfuerzos de los boxeadores para controlar a la población, para reducir la influencia tanto del gobierno Qing como de los extranjeros, en particular los cristianos.
Durante 1898, los grupos boxer previamente separados en Shandong y Hebei caerían bajo un liderazgo mucho más directo, con el establecimiento de una estructura en el grupo en forma de filas. Esto también implicaría el cambio de nombre del grupo en "Puños de flor de ciruelo". Sin embargo, el cambio de nombre no se usó después de 1898, sino que se usó el nombre "Puños de la armonía y la justicia".
El 23 de mayo de 1898, el supuesto "Grupo de Justicia Nacional" realizó una investigación por parte del Emperador Guangxu sobre los disturbios en la región fronteriza de Shandong-Zhili, con la posibilidad de que 10.000 soldados boxer estuvieran bajo el mando del grupo en esta región. Un representante de la monarquía, Zhang Rumei, sería enviado junto con un ejército para sofocar los disturbios en la región. El resultado de la reunión no fue negativo, y Zhang informó que no había problemas en la región, junto con informes más precisos sobre los números más pequeños del grupo.
El movimiento estaba compuesto por personas analfabetas. En primer lugar, los campesinos, a los que se agregaron jóvenes ociosos, artesanos en ruinas y trabajadores despedidos. Algunos reclutas boxer fueron soldados imperiales y milicianos locales desmantelados.

## Conflicto
Artículo principal: Levantamiento de los bóxers
En marzo de 1898, los bóxers comenzaron a agitar a la población en las calles con el eslogan "¡Defended a los Qing, destruid a los extranjeros!". Su principal líder era Cao Futian. Otros líderes en la provincia de Zhili fueron Liu Chengxiang y Zhang Decheng.
Después de una batalla con las tropas imperiales en octubre de 1899, los boxeadores se centraron principalmente en los misioneros y las actividades cristianas, ya que se los consideraba "manchando la pureza de la cultura china". El gobierno de Qing estaba dividido sobre cómo reaccionar ante las actividades de los bóxers. El elemento conservador de la corte estaba a favor de ellos. El príncipe Duan, un ferviente defensor de su causa, organizó una reunión entre Cao y la emperatriz viuda Cixí. En la reunión, el príncipe heredero incluso vistió un uniforme de boxer para mostrar su apoyo.
A principios de junio de 1900, alrededor de 450 hombres de la Alianza de las Ocho Naciones llegaron a Beijing para proteger las legaciones extranjeras sitiadas por los Boxeadores y el Ejército Imperial, en lo que fue el Asedio de las Legaciones Internacionales. Los bóxers estaban en su apogeo, ahora apoyados por algunos elementos del Ejército Imperial. Cambiaron su eslogan a "¡Apoyad a los Qing, destruid a los extranjeros!".
Los boxeadores multiplicaron sus acciones asesinas contra extranjeros y cristianos chinos. En Beijing, los Boxers fueron puestos oficialmente bajo el mando de miembros de la Corte, como el Príncipe Duan. Durante la rebelión, los bóxers, las tropas de combate de la Alianza de las Ocho Naciones con armas de combate cuerpo a cuerpo o incluso con sus propias manos, fueron diezmadas. Después del conflicto, la emperatriz viuda Cixí ordenó la represión de los bóxers restantes, en un intento de calmar a las naciones extranjeras.

## En la cultura popular
La rebelión del boxeador es retratada en la película 55 días en Pekín, de Nicholas Ray (1963).
Los bóxers son retratados en Boxers and Saints, una serie cómica de Gene Luen Yang. El personaje principal de los bóxers, Lee Bao, se convierte en un líder de la rebelión de los bóxers.